# Cyprinus rubrofuscus
Cyprinus rubrofuscus — вид прісноводних риб роду короп (Cyprinus), родини коропових. Поширений у східній Азії в Лаосі, В'єтнамі і Китаї від басейні річки Амур на півночі, до басейну Хонгха на півдні. Сягає 28 см довжиною.